# 亞洲周刊 (英文周刊)
《亚洲周刊》，又称《亚洲周刊 (英文版)》，又译作《亚洲新闻》、《亚洲新闻周刊》、《亚洲报道周刊》，是一份专注于亚洲事务的英文新闻杂志，由时代公司在英屬香港成立的子公司亚洲周刊有限公司（Asiaweek Limited）每周出版。该刊物成立于1975年，总部位于香港，作为《时代周刊》的亚洲版。时代公司总编辑诺曼·珀尔斯汀（Norman Pearlstine）称，由于“广告市场不景气”，该杂志于2001年12月7日停刊。停刊前，该周刊的发行量达12万册。
在时代华纳收购《亚洲周刊 (英文版)》之前，该杂志曾是《亚洲周刊 (中文版)》（Yazhou Zhoukan）的姊妹刊物。Asiaweek由新西兰传媒工作者迈克尔·奥尼尔和印度传媒工作者泰伊尔·雅各·索尼·乔治（Thayil Jacob Sony George）于1975年创办，他们曾一起共事于《远东经济评论》，但都对其沉闷的风格和英国立场感到不满。
《亚洲周刊 (英文版)》的使命是：“准确、公正地报道人类活动各个领域的亚洲事务，从亚洲的角度看世界，成为亚洲在世界上的代言人”。

## 争议

### 指马来西亚国家经济顾问为次号领袖
1995年3月27日，时任马来西亚首相马哈迪·莫哈末在一项记者会上针对《亚洲周刊》最新一期报导提到时任国家经济顾问达因·再努丁是马来西亚最有影响力的第二号领袖新闻做出评论时说，他与时任副首相安华·依布拉欣、达因都是同样在一个有效率的政府内服务，致力于推动国家的发展，没有所谓谁是最有影响力的第二、第三、第四及第五号人物。
马哈迪说，这纯粹是外国媒体刻意挑拨离间，制造问题，他们的用意很明显，即不要看到马来西亚领袖之间关系融洽，同心协力工作。他也说，如果马来西亚政府领袖有出现不和，这正是外国媒体所乐于看到的。